# Дукетій
Дукетій (дав.-гр. Δουϰέτιος; бл.488 до н. е. — 440/439 до н. е.) — вождь союзу сікульських громад у 459—449 роках до н. е. Активно боровся з давньогрецькою колонізацією на Сицилії.

## Життєпис
Походив зі знатного сікульського роду. Відомості про його діяльність містяться в праці Діодора Сицилійського «Історична бібліотека». Перша письмова згадка відноситься до 461/460 року до н. е.,коли вступив в союз з Сиракузами. Останні ще у 467 році до н. е. повалили тиранію роду Діноменидів. Дукетій спільно з сиракузянами виступив проти Етни, де мешкали грецькі найманці, що отримали землі, відібрані у сікулів.
У 459 році до н. е. Дукетій, намагаючись діяти окремо проти кожної давньогрецької колонії, створив базу, заснувавши місто Мени. Відібрані в греків землях розділив між сікулами, що ймовірно служили в його війську. За цим підкори давньогрецьке місто Моргантину, чим здобув широку підтримку серед сікулів. Це дозволило Дукетію активніше проводити політику щодо об'єднаннях усіх сікулів.
Близько 453/452 року до н. е. Дукетій завершив утворення союзу (сінтелії) сікульських громад Сицилії. Також перемістив свою столицю з Мени на рівнину, неподалік від священного ділянки, присвяченого Паліки, де заснував місто з такою ж назвою. Воно стало новою столицею сінтелії.
В 451/450 році до н. е. почав наступ на Етну, яку захопив, зрадницьки вбивши її лідерів, а потім на місто Мотій, розташований на іншому кінці острова у володіннях Акраганта. Розгромивши об'єднане сиракузький-акрагантское військо, сікули заволоділи містом. Греки відступили в свої табори, але наступ зими змусило їх повернутися додому. Сиракузяни звинуватили в зраді свого стратега Болкона, що нібито вступив у змову з Дукетієм. 450/449 року до н. е. влітку поновилася війна. У запеклій битві біля Номи Дукетій зазнав нищівної поразки.
Частина сікулів на чолі з Дукетіем закріпилася в Мотії, але військо Акраганту змусило їх здатися. Авторитет Дукетія, який зміг втекти, різко впав. Побоюючись убивства, Дукетій прибув до Сиракуз, де визнав владу цього міста-держави. Було укладено угоду, внаслідок чого сиракузькі володіння розширилися за рахунок сікулів. Самого Дукетія разом зі значними коштами було відправлено до Коринфу.
В 440/439 році до н. е. Дукетій, повернувшись з Коринфа, заснував нове поселення в Кале Акті, куди переселив сікулів. Планувалося створити сікульське військо, яке мало допомогти Сиракузам у війні проти Акраганту. Але незабаром Дукетій помер від хвороби. Після цього сиракузяни в ході нової військової кампанії підпорядкували останні незалежні сікульські громади.